# موفاسا: شیرشاه
موفاسا: شیرشاه (انگلیسی: Mufasa: The Lion King) یک فیلم درام موزیکال آمریکایی محصول ۲۰۲۴ به کارگردانی بری جنکینز و نویسندگی جف نیثنسن است. این انیمیشن به سبک پویانمایی رایانه‌ای فوتورئالیسمی، هم پیش‌درآمد و هم دنباله‌ای بر بازسازی سال ۲۰۱۹ از فیلم سال ۱۹۹۴ شیرشاه محسوب می‌شود. جان کانی، ست روگن، بیلی ایکنر، دونالد گلاور، و بیانسه نولز-کارتر نقش‌های خود از فیلم قبلی را دوباره بازی می‌کنند و آرون پیر، کلوین هریسون جونیور، تیفانی بون، مس میکلسن، تندی نیوتون، لنی جیمز، آنیکا نونی رز، و بلو آیوی کارتر اعضای جدید گروه بازیگران هستند.
ساخت پیش‌درآمدی برای شیرشاه در سپتامبر ۲۰۲۰ تأیید شد و جنکینز کارگردانی و نیثنسن نگارش پیش‌نویس فیلمنامه را به عهده گرفت. پیر و هریسون جونیور به‌عنوان صداپیشگان در اوت ۲۰۲۱ معرفی و پس از آن بازیگران بعدی بین سپتامبر ۲۰۲۲ تا آوریل ۲۰۲۴ انتخاب شدند. این فیلم به‌طور رسمی به‌همراه عنوان آن در سپتامبر ۲۰۲۲ اعلام شد. تولید این فیلم در ژوئیه ۲۰۲۳ به دلیل اعتصابات ۲۰۲۳ سگ-افترا کند شد. این فیلم به جیمز ارل جونز، صداپیشهٔ اصلی موفاسا از فیلم سال ۱۹۹۴ و بازسازی سال ۲۰۱۹، که در ۹ سپتامبر ۲۰۲۴ بر اثر بیماری درگذشت، تقدیم شد.
موفاسا: شیرشاه نخستین بار در ۹ دسامبر ۲۰۲۴ در سالن تئاتر دالبی لس آنجلس به نمایش درآمد و در ۲۰ دسامبر ۲۰۲۴ به‌وسیلهٔ استودیو سینمایی والت دیزنی در ایالات متحده اکران شد. منتقدان نظرات متفاوتی به این فیلم دادند.

## خلاصهٔ فیلم
مدتی پس از این‌که سیمبا به‌عنوان پادشاه سرزمین غرور انتخاب می‌شود، او و نالا صاحب دختری به‌نام کیارا شده‌اند و حالا در انتظار تولد تولهٔ دوم خود به‌سر می‌برند. آن‌ها به سرزمین دیگری می‌روند تا نالا در آن‌جا  وضع‌حمل راحت‌تری داشته باشد و سیمبا هم از تیمون و پومبا می‌خواهد که در نبودشان مراقب کیارا باشند. سپس رافیکی هم به دیدار آن‌ها می‌رود و تصمیم می‌گیرد برای کیارا داستان پدربزرگش موفاسا و برادر جوان‌تر خائن‌اش اِسکار را با همراهی تیمون و پومبا در میان بگذارد...

## صداپیشگان
- آرون پیر درنقش موفاسا، یک شیر یتیم که بزرگ می‌شود تا پادشاهٔ آیندهٔ سرزمین غرور و پدر سیمبا شود.
  - برلین رنکینز و بریل رنکینز درنقش موفاسا (به‌عنوان یک توله)
  - جیمز ارل جونز درنقش ضبط صداهای آرشیو شدهٔ موفاسا که در هنگام افتتاحیه فیلم استفاده شد. جونز که از سال ۱۹۹۴ تا ۲۰۱۹ صداپیشهٔ شخصیت موفاسا بود سه ماه قبل از اکران فیلم درگذشت و این فیلم به او تقدیم شد.
- کلوین هریسون جونیور درنقش تاکا، یک شاهزاده شیر جوان، برادرخواندهٔ موفاسا و پسر اِشه و اوباسی. او بعدها به‌عنوان اِسکار، پلیدترین شخصیت‌ فیلم اصلی شناخته شد.
  - تئو سومولو درنقش تاکا (به عنوان یک توله)
- تیفانی بون درنقش سارابی، یک ماده شیر شجاع که با موفاسا، تاکا و رافیکی دوست شد و بزرگ شد تا ملکهٔ آیندهٔ سرزمین غرور و مادر سیمبا شود.
- جان کانی درنقش رافیکی، مندریل خردمندی که به عنوان مشاور سرزمین غرور و دوست نزدیک موفاسا، داستان خود را با کیارا، تیمون و پومبا تعریف می‌کند.
  - کاگیسو لدیگا درنقش رافیکی جوان
- پرستون نایمن درنقش زازو، یک نوک‌شاخ جوان، محافظ سارابی و پیشکار آیندهٔ پادشاهان سرزمین غرور.
- بلو آیوی کارتر درنقش کیارا، دختر سیمبا و نالا، نوهٔ موفاسا و سارابی و شاهزاده‌خانم سرزمین غرور.
- مس میکلسن درنقش کیروس، رهبر قدرتمند یک گله از شیرهای سفید معروف به تردشدگان، که به دنبال انتقام از موفاسا برای کشتن پسرش است.
- ست روگن درنقش پومبا، یک گراز کندهوش که وقتی سیمبا توله بود با او دوست شد.
- بیلی ایکنر درنقش تیمون، یک میرکت عاقل که وقتی سیمبا توله بود با او دوست شد.
- تندی نیوتون درنقش اِشه، مادر تاکا، مادرخواندهٔ موفاسا و همسر اوباسی.
- لنی جیمز درنقش اوباسی، پدر تاکا، پدرخواندهٔ موفاسا، همسر اِشه و رهبر گلهٔ شیرهای درۀ پادشاهان.
- آنیکا نونی رز درنقش آفیا، مادر بیولوژیکی موفاسا.
- کیث دیوید درنقش ماسگو، پدر بیولوژیکی موفاسا.
- دونالد گلاور درنقش سیمبا، پادشاهٔ فعلی سرزمین غرور و پسر موفاسا و سارابی.
- بیانسه نولز کارتر درنقش نالا، همسر سیمبا، ملکهٔ فعلی سرزمین غرور و عروس موفاسا و سارابی.
- فولاک اولوفویکو درنقش آمارا، یکی از شیرهای سفید عضو گلهٔ تردشدگان و خواهر کیروس.
- جوآنا جونز درنقش آکوا، یکی از شیرهای سفید عضو گلهٔ تردشدگان و خواهر کیروس.
- سوسو امبادو درنقش جونیا، یک بابون زیتونی که از دوستان رافیکی است.
- شیلا آتیم درنقش آجری، یک زرافه، از دوستان موفاسا و رهبر گلهٔ زرافه‌ها در میله‌له.
- عبدول سالیس درنقش چیگارو، عموی تاکا، عموخواندهٔ موفاسا و برادر اوباسی.
- دریک مک میلون درنقش موسی، یک بوفالوی آفریقایی، از دوستان موفاسا و رهبر گلهٔ بوفالوها در میله‌له.
- ای جی بیکلز درنقش آزیبو، یک شیر نر سفید و عضو سابق گلهٔ تردشدگان، که به‌دلیل ناکامی در نجات شاجو، پسر کیروس، توسط باقی گلهٔ کشته شد.
- مایسترو هارل درنقش ایناکی، یک بابون زیتونی و از دوستان جونیا
- دومینیک جینز درنقش سارافینا، مادر نالا و دوست سارابی.
- دیوید اس لی درنقش موبو، یک بابون زیتونی و از دوستان جونیا

## بازخورد

### گیشه
در ایالات متحده و کانادا، موفاسا: شیرشاه در کنار سونیک خارپشت ۳ اکران شد و در ابتدا پیش‌بینی می‌شد در آخر هفته افتتاحیه‌اش حدود ۵۰ میلیون دلار از ۴٫۱۰۰ سینما فروش داشته باشد. پس از کسب درآمد ۱۳٫۳ میلیون دلاری در روز نخست (شامل ۳٫۳ میلیون دلار از پیش‌نمایش‌های پنجشنبه‌شب)، برآوردهای آخر هفته به ۳۶ تا ۳۸ میلیون دلار کاهش یافت.

### واکنش نقادانه
در وبگاه جمع‌آوری نقد راتن تومیتوز، ٪۵۷ از ۱۵۴ بررسی منتقدان مثبت است و میانگینِ امتیاز آن ۵٫۷/۱۰ است. این فیلم در متاکریتیک که از میانگین وزنی استفاده می‌کند، بر اساس نظر ۴۸ منتقدین امتیاز ۵۶ از ۱۰۰ را کسب کرده که نشان‌گر «نقدهای مختلط یا متوسط» است. تماشاگران شرکت‌کننده در نظرسنجی سینماسکور به فیلم نمرۀ میانگین «A–» از A+ تا F دادند که کمتر از A کسب‌شده توسط فیلم قبلی‌اش است.